# مادر (فیلم ۱۳۶۸)
مادر فیلمی به کارگردانی و نویسندگی علی حاتمی محصول سال ۱۳۶۸ است که در هشتمین دوره جشنواره بین‌المللی فیلم فجر در بهمن ماه ۱۳۶۸ پخش شد. این فیلم محصول هدایت فیلم به تهیه‌کنندگی مرتضی شایسته است.
علی حاتمی، علاوه بر کارگردانی و نویسندگی، طراحی صحنه و لباس فیلم مادر را بر عهده داشته است.
برای فیلم مادر دو پوستر توسط مرتضی ممیز و ابراهیم حقیقی طراحی شد.

## خلاصه داستان
پیرزنی که در سرای سالمندان زندگی می‌کند به خانه برمی‌گردد تا روزهای پایانی عمرش را در خانه‌اش و کنار فرزندانش که هر کدام گوشه‌ای به زندگی خود مشغولند بگذراند. گرمی حضور مادر در خانه، فرزندان را به دور هم جمع می‌کند و در این مجال فیلم به معرفی شخصیت‌های داستان می‌پردازد.
مادر که در آسایشگاه سالمندان به سر می‌برد به ۶ فرزندش اطلاع می‌دهد که می‌خواهد در آخرین روزهای باقیمانده عمرش، آنها را در خانه قدیمی پدری ببیند. فرزندان که هر کدام با دیگری به دلیلی اختلاف دارند، بار دیگر گرد هم آمده، خاطرات روزگار خوش کودکی‌شان را تجدید می‌کنند و در همین حال شاهد تدارک مشتاقانه مادر برای سفرش به دیار باقی می‌شوند.

## بازیگران و گویندگان
اسامی بازیگران فیلم مادر به ترتیب نمایش در عنوان‌بندی پایانی فیلم:
| شماره | بازیگر         | نقش                      | گویندگان                   |
| ----- | -------------- | ------------------------ | -------------------------- |
| ۱     | رقیه چهره‌آزاد  | ترنجبین بانو (مادر)      | بدری نوراللهی              |
| ۲     | محمدعلی کشاورز | محمد ابراهیم             | منوچهر اسماعیلی            |
| ۳     | فریماه فرجامی  | ماه منیر و جوانی مادر    | زهره شکوفنده و مهین کسمایی |
| ۴     | امین تارخ      | جلال الدین و جوانی پدر   | خسرو خسروشاهی              |
| ۵     | اکبر عبدی      | غلامرضا                  | منوچهر اسماعیلی            |
| ۶     | حمید جبلی      | استاد مهدی               | حمید جبلی                  |
| ۷     | جمشید هاشم‌پور  | جمال                     | منوچهر اسماعیلی            |
| ۸     | حسین کسبیان    | استاد باقر (پدر مهدی)    | ایرج رضایی                 |
| ۹     | حمیده خیرآبادی | توبا (همسر محمد ابراهیم) | نیکو خردمند                |
| ۱۰    | محبوبه بیات    | مهین (همسر جلال الدین)   | شهلا ناظریان               |
| ۱۱    | اکرم محمدی     | ماه‌طلعت                  | ژاله کاظمی                 |
| ۱۲    | محمد ابهری     | پاسبان                   | سیامک اطلسی                |
| ۱۳    | محمود بصیری    | خداداد (واکسی)           | حسین حاتمی                 |
| ۱۴    | میرصلاح حسینی  | قصاب                     |                            |
| ۱۵    | محمود لطفی     | بچه محل همبازی غلامرضا   | ولی‌الله مؤمنی              |
| ۱۶    | عزیز گلچین     | بچه محل همبازی غلامرضا   |                            |
| ۱۷    | قباد شاپوری    | بچه محل همبازی غلامرضا   |                            |
| ۱۸    | سارا شایسته    | نوه محمد ابراهیم و توبا  |                            |
| ۱۹    | پریسا شایسته   | نوه محمد ابراهیم و توبا  |                            |

سایر بازیگران شامل: محمود ملک محمودی، بهادر ابراهیمی، حامد بخشی، سهیل پرسا، ابوالفضل کلانتری بودند.
فیلم مادر با مدیریت ناصر طهماسب دوبله شده است. دیگر گویندگان در نقشهای فرعی شامل: حسین معمارزاده، نوشابه امیری (نقش بچه ماه‌طلعت) و فریبا شاهین‌مقدم نبودند. آنونس فیلم مادر با صدای بهروز رضوی ساختهٔ ایرج گل‌افشان است.

## نمایش فیلم
فیلم مادر برای نخستین بار در هشتمین دوره جشنواره بین‌المللی فیلم فجر در بهمن ماه ۱۳۶۸ به نمایش درآمد. پس از آن فیلم مادر از ۱۰ مرداد ۱۳۶۹ روی پرده رفت و عملکرد خوبی داشت به طوری که با جذب بیش از ۱ میلیون و ۶۷۶ هزار مخاطب در رتبه هفتم پرمخاطب‌ترین فیلم‌های سال قرار گرفت. در زمینه فروش، عملکرد مادر از این هم بهتر بود به‌طوری که با نزدیک به ۳۴ میلیون تومان فروش (در زمانی که میانگین قیمت بلیت بین ۱۵ تا ۲۰ تومان بود) چهارمین فیلم پرفروش سال شد.

## گروه موسیقی
- ارسلان کامکار: آهنگساز و تنظیم‌کننده
- نوازندگان: گروه کامکارها
  - ارسلان کامکار: آهنگساز، نوازنده عود
  - بیژن کامکار: نوازنده دف و رباب و خواننده
  - ارژنگ کامکار: نوازنده تمبک
  - اردشیر کامکار: نوازنده کمانچه
  - اردوان کامکار: نوازنده سنتور

موسیقی فیلم مادر که در محل استودیو صبا ضبط شده است، توسط کانون فرهنگی هنری نی‌داوود بر روی نوار کاست و سی‌دی منتشر شده است.

## گروه کارگردانی
- علی حاتمی: کارگردان
- احمد بخشی: مدیر برنامه‌ریزی و دستیار کارگردان
- فیروز رکنی: دستیار کارگردان
- حسن یکتاپناه: منشی صحنه

## تولید فیلم
- مکان فیلمبرداری: لوکیشن خانه فیلم مادر در خیابان شیخ هادی، خیابان هاتف، نبش کوچه کسری بود که خانه یک پزشک یهودی بود که تنها زندگی می‌کرد. این خانه چند سال بعد از ساخت فیلم تخریب شد.[۸]
- یکی از همبازی‌های غلامرضا (اکبر عبدی)، عزیز گلچین بود که از خویشاوندان صاحبت لوکیشن مادر بود و در همان محله فیلمبرداری زندگی می‌کرد و دیگری محمود لطفی که با نقش شیرعلی قصاب در سریال دایی جان ناپلئون مشهور شده بود. محمود لطفی سر صحنه فیلم‌برداری به دلیل سکته قلبی درگذشت.[۸]
- گزینه اول برای نقش محمدابراهیم عزت‌الله انتظامی بود. انتظامی تا مرحله تست گریم نیز پیش رفت اما این نقش در نهایت به محمدعلی کشاورز رسید.[۳]
- هنگام درگذشت رقیه چهره آزاد؛ روزنامه‌ها، نقل قولی از نقش غلامرضا (اکبر عبدی) را در فیلم، در تیتر خود نوشتند: «مادر مرد. از بس که جان ندارد.»[۳]

## جوایز
فیلم مادر که در سال ۱۳۶۸ در هشتمین دوره جشنواره بین‌المللی فیلم فجر شرکت داشت، کاندید دریافت جایزه در ۹ رشته شد و موفق به دریافت ۳ جایزه شد:

### جوایز
1. رقیه چهره آزاد: سیمرغ بلورین بهترین بازیگر نقش اول زن
2. اکبر عبدی: سیمرغ بلورین بهترین بازیگر نقش دوم مرد
3. عبدالله اسکندری: سیمرغ بلورین بهترین چهره پردازی

### سایر کاندیدها
1. محمدعلی کشاورز: کاندید برای سیمرغ بلورین بهترین بازیگر نقش اول مرد
2. اکرم محمدی: کاندید برای سیمرغ بلورین بهترین بازیگر نقش دوم زن
3. فریماه فرجامی: کاندید برای سیمرغ بلورین بهترین بازیگر نقش دوم زن
4. ارسلان کامکار: کاندید برای سیمرغ بلورین بهترین آهنگساز
5. روبیک منصوری: کاندید برای سیمرغ بلورین بهترین صداگذاری
6. علی حاتمی: کاندید برای سیمرغ بلورین بهترین طراحی صحنه